# L'Indépendant
L'Indépendant es un periódico diario regional francés, cuya sede se encuentra en Perpiñán. Se difunde principalmente en los departamentos de los Pirineos Orientales, Aude y zonas del Rosellón histórico. 
Fundado en Perpiñán el 1 de enero de 1846 bajo el nombre de L'Indépendant des Pyrénées-Orientales, con tendencia republicana opuesta a Luis Felipe I de Francia. Su propietario, Esteve Aragó nombró redactor jefe a Pierre Lefranc, quien atacó con sus escritos al general De Castellane. Dejó de editarse entre 1853 y 1869. En 1886 fue director Juli Escarguel, primer alcalde republicano de Perpiñán, que se mostró desde el periódico contrario a George-Ernest Boulanger; poco después, con Manuel Brousse como gerente y Eugeni Sauvy, fue considerado el órgano portavoz del Partido Oportunista.
Después de la Segunda Guerra Mundial fue prohibido bajo la acusación de haberse mostrado favorable a la Francia de Vichy. Reaparece el 18 de abril de 1950 con el nombre de L'Indépendant du matin, posteriormente como L'Indépendant catalan y finalmente con el nombre actual. 
Formó parte del grupo de prensa La Vie-Le Monde, editor de Le Monde, del año 2000 hasta finales de 2007; desde enero de 2008, está vinculado al grupo multimedia Les Journaux du Mid siendo uno de sus títulos de prensa junto con el Centre Presse de Aveyron y el Midi libre de Languedoc-Rosellón y Aveyron.